# Dido Elizabeth Belle (Film)

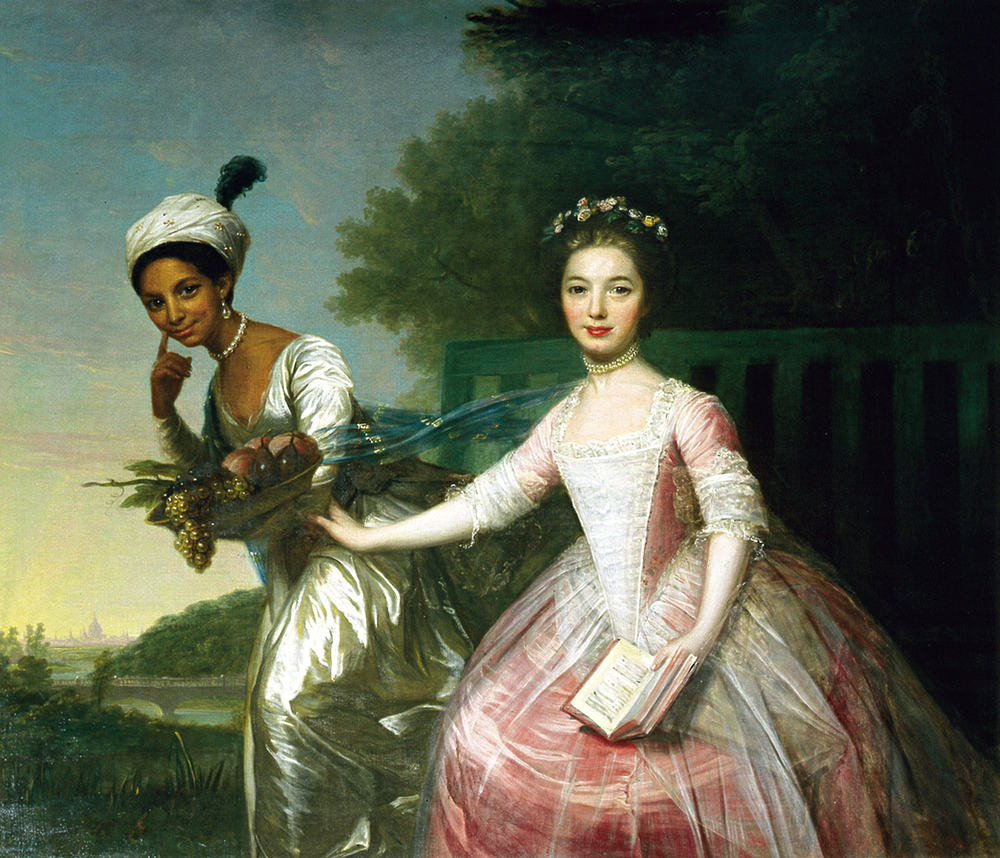
David Martin: Gemälde mit Dido Elizabeth Belle und Lady Elizabeth Murray (ca. 1778, Öl auf Leinwand, Scone Palace, Schottland)

Dido Elizabeth Belle (Originaltitel: Belle, Verweistitel: Belle – Die Nichte des Lords) ist ein britisches Drama von Amma Asante aus dem Jahr 2013. Das Drehbuch stammt von Misan Sagay. In den Hauptrollen sind Gugu Mbatha-Raw, Tom Wilkinson, Miranda Richardson und Emily Watson zu sehen.
Das historische Drama, das von der wahren Geschichte der Dido Elizabeth Belle inspiriert wurde, wird von 20th Century Fox vertrieben und hatte seine Premiere beim Toronto International Film Festival am 8. September 2013. In Deutschland kam der Film am 14. August 2014 ins Kino.

## Handlung
Dido Elizabeth Belle wächst als nichteheliche Tochter eines Admirals der königlichen britischen Marine und einer afrikanischen Sklavin bei ihrem Großonkel, dem Aristokraten Lord Mansfield, und dessen Gattin in England auf. Dank ihrer väterlichen Abstammung genießt sie bestimmte Privilegien – etwa eine gute Ausbildung. Wegen ihrer Hautfarbe und der herrschenden Gepflogenheiten darf sie aber nicht am gesellschaftlichen Leben der Familie teilnehmen. Eines Tages verliebt sich die junge Frau in den Sohn eines Vikars. Der junge Mann ist Idealist und überzeugter Gegner der Sklaverei. Mit Belles Hilfe überzeugt er Lord Mansfield, den obersten Richter des Landes, besonders grausame Auswüchse der Sklaverei im England des 18. Jahrhunderts, wie das Massaker auf der Zong zu verurteilen. Im Abspann des Films wird erwähnt, dass dies ein erster Schritt zur Abschaffung der Sklaverei in England war.

## Rezeption
Der film-dienst urteilte, der Film sei ein „beeindruckender Kostümfilm über die Emanzipation einer Frau“, dem durch „den Gerichtsprozess, der das Ende des Sklavenhandels in Großbritannien einläutete“, auch politische Bedeutung zukomme. Die Filmwebsite kino.de, bezeichnete Dido Elizabeth Belle als „eine Art Schwesterfilm zu Steve McQueens 12 Years a Slave“. Die Qualität des Films liege „in dem Umstand, dass die Regisseurin es versteht, Problemkreise wie Rassismus, Kolonialismus und männliche Vorherrschaft mit leichter Hand, ohne erhobenen Zeigefinger zu untersuchen und zudem zeitbezogene politische Themen“ anzusprechen. Gelobt wurden das „sorgfältig ausgearbeitete Drehbuch von Misan Sagay“ sowie „die Schauwerte, vom Produktionsdesign über die Kostüme bis hin zu den herrschaftlichen Villen“. Kameramann Ben Smithard liefere „eher dunkle, wohl komponierte und sorgsam kadrierte Bilder, die Dialoge sind geschliffen, gerne hintersinnig und elegant“. Die Filmzeitschrift Cinema verglich den Film angesichts der „prachtvollen Kulissen und romantischen Verwicklungen“ mit den Jane-Austen-Filmen. Der Film sei „wohltemperiertes Bildungskino, das die Gemüter kaum erhitzt“.

## Synchronisation
Die deutsche Synchronisation entstand nach einem Synchronbuch von Michael Schlimgen und unter der Dialogregie von Susanna Bonasewicz durch die Synchronfirma FFS Film- & Fernseh-Synchron in Berlin.
| Rolle                | Darsteller/in      | Dt. Synchronsprecher/in |
| -------------------- | ------------------ | ----------------------- |
| Dido Elizabeth Belle | Gugu Mbatha-Raw    | Annina Braunmiller      |
| Dido (jung)          | Lauren Julien-Box  | Summer Voigt            |
| Lord Mansfield       | Tom Wilkinson      | Eberhard Haar           |
| Lady Mansfield       | Emily Watson       | Ilona Schulz            |
| Lady Ashford         | Miranda Richardson | Rita Engelmann          |
| Lady Mary Murray     | Penelope Wilton    | Karin Buchholz          |
| Elizabeth Murray     | Sarah Gadon        | Friedel Morgenstern     |
| Elizabeth (jung)     | Cara Jenkins       | Katharina Ritter        |
| Oliver Ashford       | James Norton       | Jacob Weigert           |
| James Ashford        | Tom Felton         | Moritz Pertramer        |
| Lord Ashford         | Alex Jennings      | Frank-Otto Schenk       |
| Captain John Lindsay | Matthew Goode      | Norman Matt             |
| John Davinier        | Sam Reid           | Torben Liebrecht        |
| Harry                | Alan McKenna       | Wolfgang Wagner         |
| Baroness Vernon      | Susan Brown        | Katharina Lopinski      |
| Mabel                | Bethan Mary-James  | Peggy Sander            |
| Mr. Vaughan          | James Northcote    | Frederic Böhle          |
| Reverend Davinier    | Rupert Wickham     | Walter Alich            |
| Wimbridge            | Timothy Walker     | Gunnar Helm             |
| Lord Mayor           | Andrew Woodall     | Axel Lutter             |
| Gentleman            | Daniel Wilde       | Dirk Stollberg          |